# 冥王聖幀
《冥王聖幀》，亦作《冥王聖圖》，是一幅元朝時期的絹布彩繪，可能出自寧波，現藏日本奈良市大和文華館。此畫在日本一直被當作描繪佛教六道輪迴的畫作而稱做（六道圖），直到近年經日本學者泉武夫、吉田豐、匈牙利學者古樂慈及奧地利學者喬琳黛·伊柏特（Jorinde Ebert）研究，認為實際上是摩尼教的作品。

## 描述

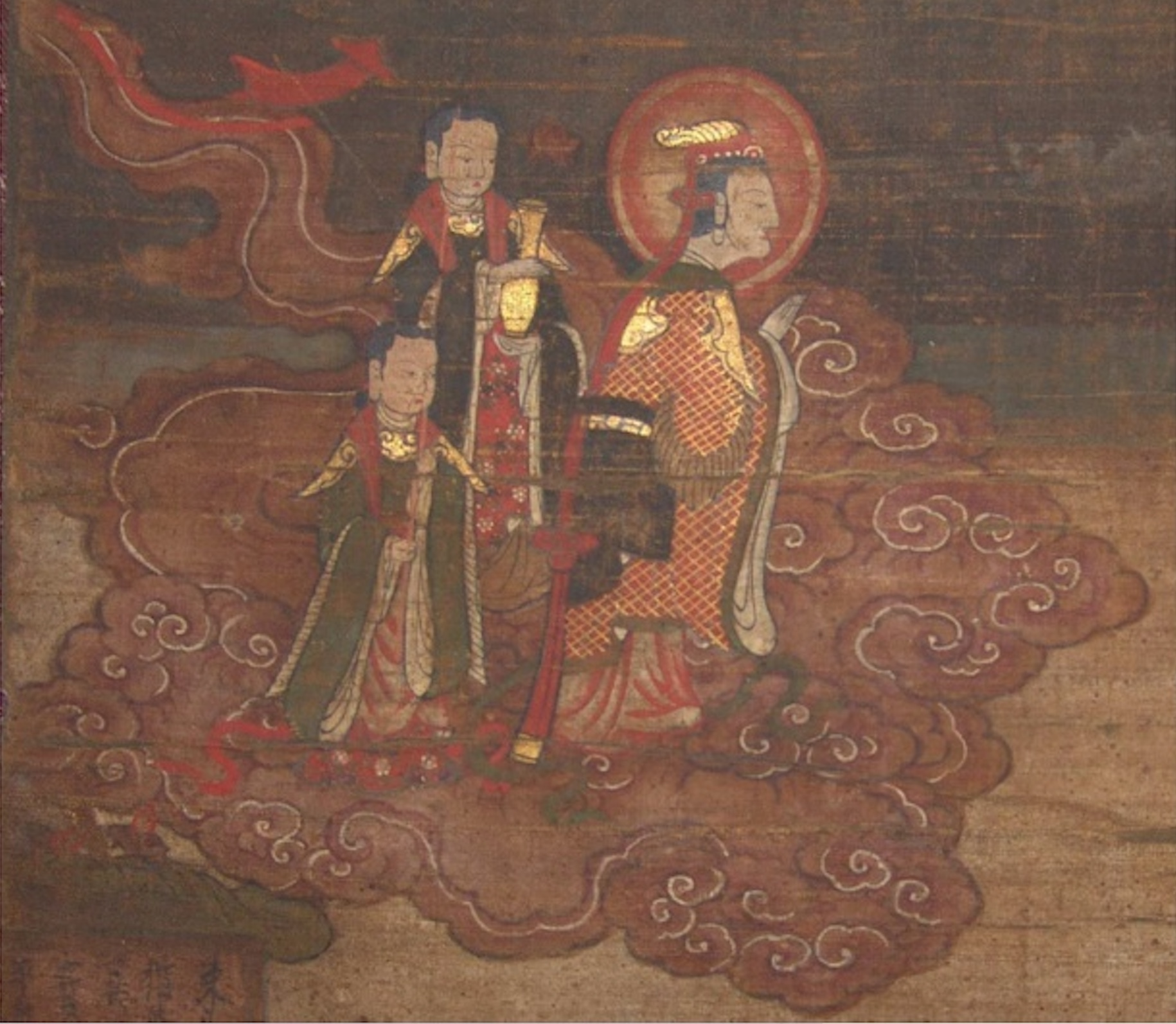
光明童女和她的侍從

這幅畫分作五層，首層描繪光明童女（又稱電光佛）造訪天宮，可分為三個場景：右邊表現天宮之主迎接童女的到來，中間是童女與天宮之主在宮殿裡交談，左邊是童女離開天宮。第二層表現兩位摩尼教選民在一尊神像（摩尼像）前佈道，坐於蓮臺上的摩尼像長髮披肩，身着摩尼教特有的紅邊白袍。第三層表現在傳統中國觀點中，四種好的出生（轉生），即士農工商。第四層描繪死後的靈魂在接受審判，在左上方可見光明童女駕雲而來，她將以聽判人身份干預審判。法國歷史學家魏義天將這個審判場景同北周粟特人史君墓出土石槨上刻畫的瑣羅亞斯德教之欽瓦特橋審判場面對比後，認為它們驚人地相似。匈牙利宗教史學家兼摩尼教學者康高寶將該場景和在新疆高昌出土的「摩尼教抄本殘頁 MIK III 4959」背面插圖所描繪的審判場景對比後，發現二者雖因文化差異之故使得圖像風格大相逕庭，但卻都描繪了同一個主題——兩名赤身裸體的男子在一名判官面前接受審判。最下層描繪了四種地獄場景，從左至右分別是一個被箭射穿的人懸掛在紅色木架上，一個倒掛在紅色木架上的人正被魔鬼肢解，一個人在接受火輪輾壓的酷刑，最後是幾個魔鬼（或惡鬼）在等待下一個囚犯（折磨對象）。

## 簡析
專事研究摩尼教的學者馬小鶴在《日本大和文華館藏摩尼教〈冥王聖幀〉溯源》一文中對該畫的圖像演化過程進行了假定性的重構：
| “ | 此畫作者可能仿照五代、北宋的《佛說十王經》圖與地藏六道十王圖之類佛畫，以摩尼取代釋迦牟尼，以平等王取代閻羅王，以三道取代六道，以電光佛取代引路菩薩，加上出自西域的選民對聽者說法等場景，形成基本輪廓。此圖在以後的演變中，吸收了南宋陸信忠繪十王圖軸之類的冥王審判場景，後來又吸收了元代陸仲淵繪十王圖軸之類的地獄圖景，遂形成今天我們所見之圖。 | ” |

## 畫廊

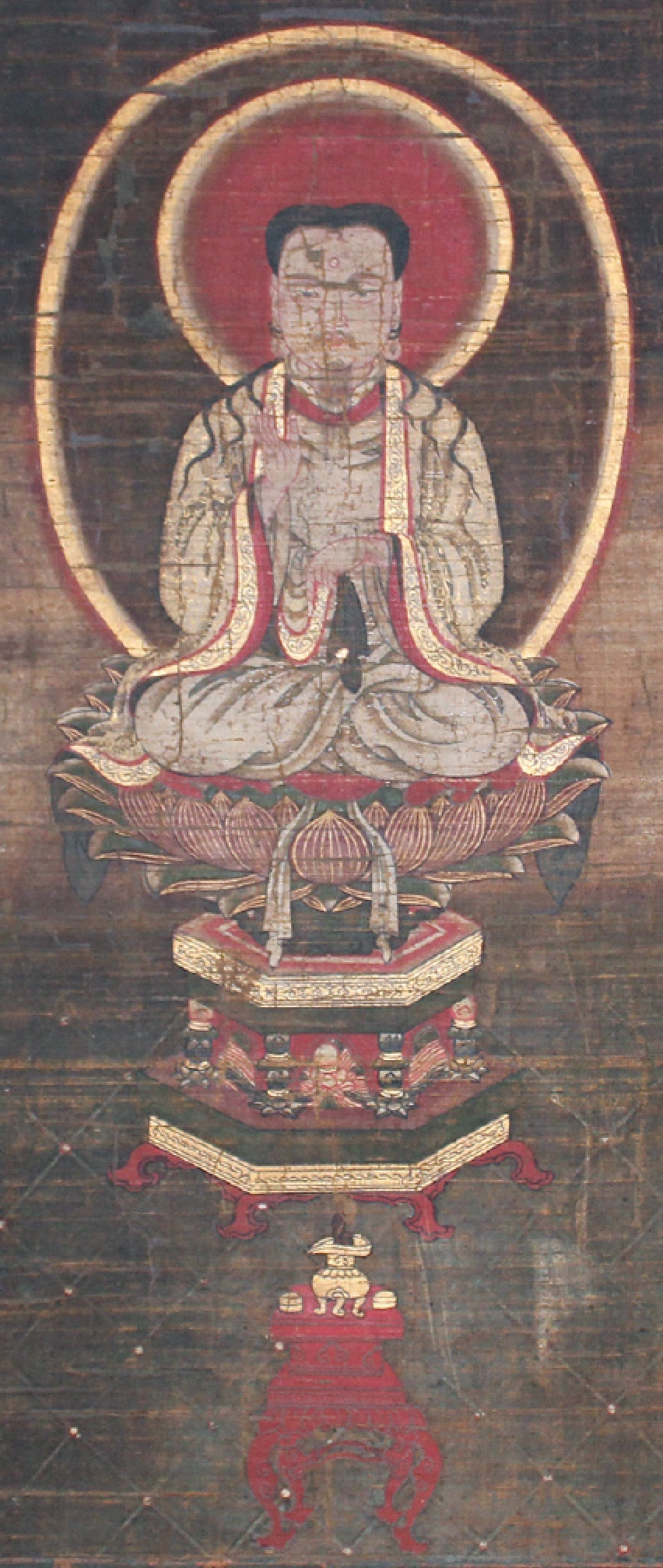
第二層摩尼雕像細部
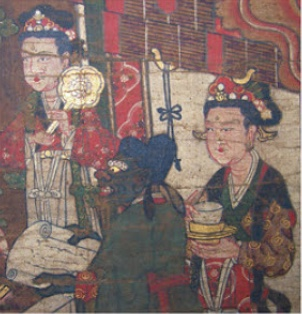
第四層審判場景細部
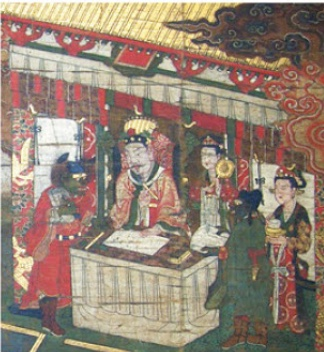
第四層審判場景細部

## 補說

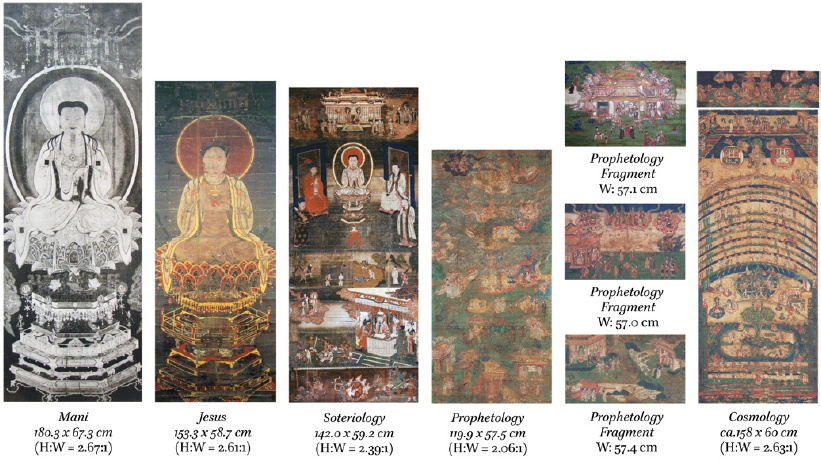
八幅絹畫圖集

目前已知的中國摩尼教絹畫掛軸包括《冥王聖幀》在內共八幅，可分為四大類：
單體神像兩幅（描繪摩尼和耶穌）
- 摩尼像
- 夷數佛幀

描繪救贖論（Soteriology）的畫軸一幅
- 冥王聖幀

描繪先知論（Prophetology）的畫軸四幅
- 摩尼的父母
- 摩尼誕生圖
- 聖者傳圖 1
- 聖者傳圖 2

描繪宇宙論（Cosmology）的畫軸一幅
- 摩尼教宇宙圖